# Söllbachtal
Das Söllbachtal ist das längste Tal in den Tegernseer Bergen. Es entsteht nördlich des Sattels der Schwarzentennalm auf ca. 1000 m Höhe, verläuft 
nordwärts zwischen der Kampengruppe im Westen und dem Hirschberg im Osten. Östlich des darauf folgenden Fockensteins macht es einen Knick nach Nordosten. Dort hat sich der Söllbach schluchtartig ins Tal eingeschnitten und bildet ein Geotop mit Nagelfluhwänden.
Linksseitig zweigt der nach Schwefelquellen benannte Stinkergraben ab, der zum Hirschtalsattel führt. Im Tal beziehungsweise an seinen Hängen oberhalb liegen von Süd nach Nord die Saurüsselalm (ehemals Söllbachaualm), die Aueralm, der Bauer in der Au und die Söllbachklause. 

## Tourenmöglichkeiten
Das Tal ist durch Forstwege gut erschlossen und wird häufig per Fahrrad durchquert.